# Peter Pawlowski
Peter Pawlowski (ur. 18 marca 1977 we Wrocławiu) – austriacki piłkarz polskiego pochodzenia grający na pozycji napastnika. Syn Tadeusza Pawłowskiego.
Był piłkarzem następujących klubów: SW Bregenz (1994–1995 i 2000–2001), Austria Lustenau (1995–1997 i 2002–2003), LASK Linz (1997–1999), FC Tirol Innsbruck (1999–2000), FC Braunau (2001–2002) i WSG Wattens (2002). W sezonie 1999/2000 wraz z FC Tirol zdobył mistrzostwo Austrii. Na poziomie Bundesligi austriackiej rozegrał łącznie 75 meczów, w których zdobył 13 goli.
W latach 1996–1999 był reprezentantem Austrii do lat 21. Zagrał w niej 13 meczów i strzelił 4 gole.
Jego karierę piłkarską przerwało pęknięcie tętniaka, które doprowadziło do paraliżu jednej strony ciała.